# 带岭镇
带岭镇是中华人民共和国黑龙江省伊春市大箐山县下辖的一个镇。
2016年，伊春市人民政府批准撤销带岭街道办事处，下辖地区由带岭区直辖。2019年6月，国务院同意调整伊春市部分行政区划，撤销带岭区，设立大箐山县；同年，黑龙江省人民政府批准设立带岭镇。

## 行政区划
带岭镇下辖以下村级行政区划单位：
团结社区、育西社区、永胜社区、铁南社区、宾北社区、永兴村、双兴村、金星村、红星村、青川村、大青川中心社区和明月中心社区。